# Dendrobium lancifolium
Dendrobium lancifolium är en orkidéart som beskrevs av Achille Richard. Dendrobium lancifolium ingår i släktet Dendrobium, och familjen orkidéer. Inga underarter finns listade i Catalogue of Life.